# Limo Blang
Limo Blang is een bestuurslaag in het regentschap Aceh Besar van de provincie Atjeh, Indonesië. Limo Blang telt 430 inwoners (volkstelling 2010).